# Cuñapé
Cuñapé (l. mn. cuñapés) – proste danie kuchni boliwijskiej. 
Danie to stanowią pieczone kulki wykonane z wymieszanych: mąki lub skrobi maniokowej, zmielonego lokalnego twardego sera i mleka. Praktykowane jest także nadziewanie kulki kawałkiem twardego sera lub kawałkiem ugotowanego manioku. Cuñapés są związane z długą boliwijską tradycją serowarską, bogatą zwłaszcza w okolicach Santa Cruz, gdzie osiedlali się mennonici.